# جودات حجييف
حجييف أحمد - جودات إسماعيل أغلو - (بالأذربيجانية: Hacıyev Əhməd-Cövdət İsmayıl oğlu) هو ملحن أذربيجاني المعروف، مدير في أكاديمية باكو للموسيقى، حائز على جائزة الدولة السوفيتية، تكريم فنان، فنان الشعب في جمهورية أذربيجان.

## حياته
ولد جودات حجييف في 5 يوليو، عام 1917, في مدينة شاكي.
بعد تعليم ثانوي، درس في معهد موسيقي لدولة أذربيجان، في معهد موسيقي في موسكو بين 1935-1938.
في فترة الحرب، إنقتع تعليمه وفي عام 1947 تخرج من فئة لملحن دميتري شوستاكوفيتش.
منذ عام 1947 حتى نهاية عمره بجنب أنشطة الملحن، درس في أكاديمية باكو للموسيقى، وبين 1957-1969 كان يعمل رائس المعهد في أكاديمية باكو للموسيقى.
و هو كان معلماً متميزا قام بإعداد عدد من المؤلفين الأذربيجانيين.
حصل جودات حجييف على جائزة الدولة السوفيتية مرتين، منحت العديد من الطلبات والميداليات، وبما في ذلك على درحة عالي وسام «شهرة» لجمهورية أذربيجان.
توفي جودات حجييف في 18 يناير، عام 2002، في 85 من عمره.
هو زوج إمينة ديلبازي.

## إبداعه
هو أحد من المؤسسين موسيقى سيمفونية في أذربيجان، ومؤلف ثمانية سيمفونية.
السيمفونيه الاشهرتحمل اسم «من اجل السلام».
حصل جودات حجييف على جائزة الدولة السوفيتية لأوبرا «وطن» الذي كتب مع ملحن قار قاراييف.
تتميز موسيقاه السمفونية بزخارف بطولية وإنسانية وجمال روحي للإنسان.
كما جودات حجييف مؤلف لعدد من الأعمال سوناتا، بالاد (موسيقى)، أوراتوريو، سكيرسو، والقصيدة الرباعية رباعي (شعر).
كرس سيمفونية «الشهداء» مخصصة للشهداء الذين ضحوا بحياتهم من أجل استقلال أذربيجان.
و سيمفونيته الثمانية لحجييف إسمه «إختاره الزمان» كرس لرائس ومؤأسس جمهورية أذربيجان السابق حيدر علييف.
وقع رئيس جمهورية أذربيجان إلهام علييف مرسوم حول عقد اليوبيل 100 جودات حجييف، في 7 سيبتمب، عام 2017.

## فيلموغرافية
- أذربيجان بالوسام

## وسام
- جائزة الدولة السوفيتية
- وسام شهرة (أذربيجان)
- وسام لينين
- وسام الراية الحمراء من حزب العمال
- جائزة الاتحاد السوفيتي الحكومية

## وصلات خارجية
- جودات حجييف على موقع ميوزك برينز (الإنجليزية)
- جودات حجييف على موقع أول ميوزيك (الإنجليزية)
- جودات حجييف على موقع ديسكوغز (الإنجليزية)
- https://www.youtube.com/watch?v=7tan9sjiLpM